# Mistrzostwa Świata w Kolarstwie Szosowym 1931
11. Mistrzostwa świata w kolarstwie szosowym – zawody kolarskie, które odbyły się 26 sierpnia 1931 w stolicy Danii – Kopenhadze. Były to drugie zorganizowane w tym kraju mistrzostwa świata (poprzednio w 1921). Rozegrano jedną łączoną (zawodowcy i amatorzy) jazdę indywidualną na czas, osobno klasyfikując zawodowców i amatorów. Nikomu nie udało się obronić tytułu mistrza świata.

## Kalendarium zawodów
| Kalendarz MŚ w Kolarstwie Szosowym 1931 |       |
| Konkurencja (dystans)                   | Data  |
| Konkurencja (dystans)                   | 26.08 |
| Mężczyźni                               |       |
| Elita, amatorzy                         |       |
| Jazda indywidualna na czas (172 km)     |       |

## Medaliści
| Konkurencja dystans – (data)                      | Złoto:        | Czas (prędkość)       | Srebro:            | Czas   | Brąz:        | Czas   |
| Mężczyźni                                         |               |                       |                    |        |              |        |
| Elita                                             |               |                       |                    |        |              |        |
| Jazda indywidualna na czas 172 km – (26 sierpnia) | Learco Guerra | 4:53:43 (35,136 km/h) | Ferdinand Le Drogo | + 4:37 | Albert Büchi | + 4:48 |
| Amatorzy                                          |               |                       |                    |        |              |        |
| Jazda indywidualna na czas 172 km – (26 sierpnia) | Henry Hansen  | 4:50:53 (35,477 km/h) | Giuseppe Olmo      | + 6:01 | Leo Nielsen  | + 6:40 |

## Szczegóły
| Miejsce | Zawodnik           | Narodowość           | Czas    |
| złoto   | Learco Guerra      | Włochy               | 4:53:43 |
| srebro  | Ferdinand Le Drogo | Francja              | + 4:37  |
| brąz    | Albert Büchi       | Szwajcaria           | + 4:48  |
| 4       | Fabio Battesini    | Włochy               | + 5:57  |
| 5       | Max Bulla          | Republika Austriacka | + 6:23  |
| 6       | Alfredo Binda      | Włochy               | + 8:42  |
| 7       | Gaston Rebry       | Belgia               | + 9:59  |
| 8       | Jules van Hevel    | Belgia               | + 13:46 |
| 9       | Maurice De Waele   | Belgia               | + 14:21 |
| 10      | Ludwig Geyer       | Rzesza Niemiecka     | + 14:46 |

| Miejsce | Zawodnik        | Narodowość      | Czas    |
| złoto   | Henry Hansen    | Dania           | 4:50:53 |
| srebro  | Giuseppe Olmo   | Włochy          | + 6:01  |
| brąz    | Leo Nielsen     | Dania           | + 6:40  |
| 4       | Bernhard Britz  | Szwecja         | + 7:50  |
| 5       | Gösta Carlsson  | Szwecja         | + 12:36 |
| 6       | Gösta Björklund | Szwecja         | + 12:36 |
| 7       | Frank Southall  | Wielka Brytania | + 15:37 |
| 8       | Raoul Helberg   | Finlandia       | + 16:51 |
| 9       | Mario Cipriani  | Włochy          | + 17:05 |
| 10      | Frode Sørensen  | Dania           | + 17:12 |

## Tabela medalowa
| Tabela medalowa |               |       |        |      |       |
| Miejsce         | Reprezentacja | Złoto | Srebro | Brąz | Razem |
| 1               | Włochy        | 1     | 1      | 0    | 2     |
| 2               | Dania         | 1     | 0      | 1    | 2     |
| 3               | Francja       | 0     | 1      | 0    | 1     |
| 4               | Szwajcaria    | 0     | 0      | 1    | 1     |